# Mesolestes
Mesolestes es un género de coleópteros adéfagos de la familia Carabidae. Sus especies se distribuyen por el sudoeste de Europa, Asia y África.

## Especies
Se reconocen las siguientes:
- Mesolestes accentifer (Raffray, 1873)
- Mesolestes affinis (Peringuey, 1896)
- Mesolestes ambiguus Mateu, 1980
- Mesolestes ankaratrae (Mateu, 1975)
- Mesolestes apterus Mateu, 1962
- Mesolestes basilewskyi Mateu, 1962
- Mesolestes bilineatus (Basilewsky, 1949)
- Mesolestes brincki (Mateu, 1965)
- Mesolestes brittoni (Mateu, 1956)
- Mesolestes brunneipes (Mateu, 1980)
- Mesolestes caecus (Antoine, 1941)
- Mesolestes descarpentriesi (Mateu, 1975)
- Mesolestes flavescens (Chaudoir, 1876)
- Mesolestes flavosignatus (Boheman, 1848)
- Mesolestes fraterculus (Chaudoir, 1876)
- Mesolestes fusculus (Peringuey, 1896)
- Mesolestes fuscus Mateu, 1956
- Mesolestes humeralis (Jeannel, 1949)
- Mesolestes innoshimae (Habu, 1974)
- Mesolestes katanganus (Mateu, 1967)
- Mesolestes kilimanus (Alluaud, 1917)
- Mesolestes laevis (Mateu, 1980)
- Mesolestes leleupi (Mateu, 1962)
- Mesolestes machadoi Mateu, 1965
- Mesolestes maculatus Mateu, 1960
- Mesolestes madecassus (Mateu, 1960)
- Mesolestes meridionalis Mateu, 1965
- Mesolestes mirus (Mateu, 1980)
- Mesolestes nigrocephalus Mateu, 1962
- Mesolestes orinodromus (Alluaud, 1907)
- Mesolestes orophilus (Mateu, 1960)
- Mesolestes promontorii (Peringuey, 1899)
- Mesolestes pueli (Antoine, 1923)
- Mesolestes quadriguttatus Mateu, 1979
- Mesolestes relictus (Jeanne, 1985)
- Mesolestes rufus (Mateu, 1967)
- Mesolestes scapularis (Dejean, 1830)
- Mesolestes sellatus (Motschulsky, 1855)
- Mesolestes senegalensis Mateu, 1969
- Mesolestes sermeti (Mateu & Colas, 1954)
- Mesolestes sicardi (Bedel, 1918)
- Mesolestes silvaticus (Mateu, 1967)
- Mesolestes striatus Mateu, 1972
- Mesolestes virgatus (Mateu, 1984)
- Mesolestes vittatus (Mateu, 1979)